# Anoba nigribasis
Anoba nigribasis là một loài bướm đêm trong họ Erebidae.